# Swertia
- Commons
- Wikispecies

Swertia L. é um género botânico pertencente à família Gentianaceae.

## Sinonímia
| - Anagallidium Griseb. - Frasera Walter - Kingdon-Wardia C. Marquand - Lomatogoniopsis T. N. Ho & S. W. Liu - Ophelia D. Don | - Pleurogyne Eschsch. ex Griseb. - Pleurogynella Ikonn. - Swertopsis Makino - Synallodia Raf. - Tesseranthium Kellogg |

## Espécies
| - Swertia angustifolia - Swertia bimaculata - Swertia chinensis - Swertia chirata - Swertia chirayita - Swertia dilatata - Swertia hookeri - Swertia japonica - Swertia kingii | - Swertia multicaulis - Swertia perennis - Swertia perfoliata - Swertia petiolata - Swertia purpurascens - Swertia quadricornis - Swertia radiata - Swertia speciosa - Swertia tongluensis |

## Classificação do gênero
| Sistema | Classificação                    | Referência               |
| ------- | -------------------------------- | ------------------------ |
| Linné   | Classe Pentandria, ordem Digynia | Species plantarum (1753) |